# Caspialosa
Caspialosa is een monotypisch geslacht van straalvinnige vissen uit de familie van haringen (Clupeidae).

## Soort
- Caspialosa curensis Suvorov, 1907